# كتل أمام زادة هاشم (بالا لاريجان)
کتل أمام زادة هاشم (بالفارسية: کتل امامزاده هاشم) هي منطقة سكنية تقع في إيران في قسم بالا لاریجان الريفي. يقدر عدد سكانها بـ 0 نسمة بحسب إحصاء 2016.